# Graciela Bianchi
Graciela Elena Bianchi Poli (Montevideo, 14 de noviembre de 1953) es una abogada, profesora, escribana y política uruguaya, perteneciente al Partido Nacional.Desde 2020 se desempeña como Senadora de la República.

## Biografía
Bianchi Poli nació en 1953, en el seno de una familia de izquierda de origen italiano. Sus cuatro abuelos, llegaron juntos a Uruguay en 1925, provenientes de la región de Toscana, escapando de la Italia de Benito Mussolini. Tiene un hermano nueve años menor. Criada en un hogar modesto, su padre trabajaba en una institución bancaria y su madre como ama de casa. Asimismo, la familia estaba muy politizada; su abuelo materno perdió la ciudadanía italiana por obtener la uruguaya, y fue militante de la Lista 63 del Partido Comunista.
Estudió profesorado de historia en el Instituto de Profesores Artigas, y luego escribanía y abogacía en la Universidad de la República. Mientras cursaba sus estudios terciarios, militó en grupos de izquierda y se afilió a la Unión de la Juventud Comunista (UJC).

### Trayectoria
En la educación secundaria fue directora por 18 años del Liceo Francisco Bauzá y secretaria del Consejo Directivo Central (CODICEN). Asimismo, sirvió como panelista del programa de debates Esta boca es mía de Canal 12 hasta 2014.
En 2024 Bianchi fue galardona con el Premio Jerusalén por la Organización Sionista del Uruguay (OSU). Es la segunda mujer en ser galardona siendo la primera Blanca Rodríguez.

## Ámbito político
En 2013 se afilió al Partido Nacional, apoyando la candidatura presidencial de Luis Lacalle Pou para las elecciones generales de 2014, uniéndose a la Lista 404. En los comicios, fue elegida senadora y diputada por el Departamento de Montevideo. No obstante, en enero de 2015 anunció que asumiría su escaño en la Cámara de Representantes, renunciando al Senado.
En las elecciones generales de 2019 fue electa senadora para la XLIX Legislatura por la lista electoral 404 de Aire Fresco. Asumió su banca el 15 de febrero de 2020, y desde marzo de ese año, ocupa el segundo puesto en la línea de sucesión presidencial de Uruguay, por detrás de la vicepresidenta de la República, Beatriz Argimón. Ese mismo año Bianchi sería denunciada por amenazas tras un episodio cuando
Graciela Bianchi insulto a la fiscal que investiga el caso Astesiano que involucraba a Lacalle Pou y público datos privados de la fiscal y sus hijos.
En las eleciones internas de 2024 apoyó la precandidatura predencial de Álvaro Delgado. En las elecciones generales de ese año ocupó el tercer lugar de la lista electoral de Aire Fresco, que resultó la segunda más votada del partido, y por la cual fue reelecta Senadora de la República para la L Legislatura.

## Controversias
En junio de 2022, Graciela Bianchi publicó una imagen falsa que retrataba al 42.º Presidente de la República Colombia, Gustavo Petro, junto a Pablo Escobar, vinculándolo al narcotráfico y a "llegar al gobierno usando las formas democráticas que no se respetaron", afirmando que "sobre Uruguay recae una gran responsabilidad histórica". Ello se convirtió en un escándalo internacional, con el propio Petro catalogando de falsa lo que había sido declarado y repudiando las declaraciones. Bianchi, quien se negó a aceptar que se había equivocado, criticó a quienes habían señalado este error.
En octubre de 2023, Graciela Bianchi fue denunciada penalmente por una imagen falsa que compartió a través de X de la periodista Denisse Legrand, viralizada con una frase falsa que se le atribuía a Legrand. Este frase rezaba que Legrand había afirmado que: "Lula debería convocar a las tropas chavistas para reprimir a los bolsonaristas". Sin embargo, y tras haberse presentado esta denuncia, en dos ocasiones la misma fue archivada, por la Fiscalía General de la Nación.
El 9 de noviembre de 2023, Bianchi tildó al Foro de San Pablo como una de las "usinas de la desestabilización de las democracias que quedan en América Latina" junto a una imagen adulterada de una diapositiva de una presentación del Foro de San Pablo de 2017, realizado en Managua, Nicaragua. Un día después, Bianchi tildó de “nazi” a Roger Waters junto a una imagen falsa, al mismo tiempo que instó a la ciudadanía a no asistir a su recital en Montevideo.

## Vida privada
Desde joven está en pareja con su actual esposo. El matrimonio tiene de dos hijos; el mayor, escribano y el menor, arquitecto.